# PX4 Autopilot
PX4 Autopilot  es un sistema de piloto automático de código abierto orientado a aeronaves autónomas de coste reducido.
El bajo costo y la disponibilidad permiten el uso por parte de aficionados en pequeñas aeronaves pilotadas por control remoto . El proyecto comenzó en 2009 y está siendo desarrollado y utilizado en el Laboratorio de Geometría y Visión por Computador de ETH Zúrich (Escuela Politécnica Federal de Zúrich) y cuenta con el apoyo del Laboratorio de Sistemas Autónomos y el Laboratorio de Control Automático. Varios proveedores están produciendo actualmente autopilotos PX4 y accesorios.

## Visión general
Un piloto automático permite que una aeronave pilotada a distancia vuele fuera de la vista. Para todo el hardware, el software es de código abierto y está disponible gratuitamente para cualquier persona que tenga una licencia BSD . Los usuarios pueden cambiar el piloto automático y adaptarlo según sus propios requisitos especiales.
El paquete software de código abierto contiene todo lo necesario para permitir que el sistema aerotransportado vuele, incluyendo:
- QGroundControl[4] (Simulador Estación de Tierra) y MAVLink[5] (Protocolo de comunicación de micro vehículos aéreos).
- Mapas aéreos 2D/3D (con soporte de Google Earth).
- Waypoints de arrastrar y soltar.

Otros proyectos de robótica de código abierto similares a PX4 son:
- Proyecto Paparazzi
- ArduPilot
- Slugs (babosas)
- OpenPilot

## Hardware compatible
Para obtener una lista actualizada y completa del hardware compatible con el piloto automático PX4, visite su página web de "Hardware compatible" .